# Jurij Rodionov
Jurij Rodionov (Norimberga, 16 maggio 1999) è un tennista austriaco.
Ha raggiunto in singolare l'87º posto nel ranking ATP nel febbraio 2024. Dal 2019 fa parte della squadra austriaca di Coppa Davis.

## Carriera
Il primo titolo Challenger arriva ad Almaty nel giugno del 2018, battendo in finale Peđa Krstin in due set. Il mese successivo accede per la prima volta al tabellone principale di un torneo ATP all'Austrian Open Kitzbühel ed esce di scena al primo turno sia in singolare che in doppio.
Nel 2019 partecipa alle qualificazioni di tutti i tornei del Grande Slam a eccezione degli US Open, e vince un solo incontro all'Australian Open. Entra per la prima volta nella top 200 del ranking in singolare, a febbraio fa il suo esordio nella squadra cilena di Coppa Davis nella sfida persa 2-3 contro il Cile e viene sconfitto in entrambi i singolari. A maggio conquista il primo titolo Challenger in doppio a Şhymkent insieme a Emil Ruusuvuori.
Nel febbraio 2020 vince due titoli Challenger in singolare a Dallas e a Cuernavaca e riprende l'ascesa in classifica. A settembre fa il suo esordio nel circuito maggiore all'Roland Garros e vince il primo incontro nella categoria superando in rimonta al quinto set il nº 65 del mondo Jérémy Chardy; esce di scena al secondo turno per mano di Norbert Gombos. Al Vienna Open supera il nº 12 del mondo Denis Shapovalov ed esce nuovamente al secondo turno; a novembre porta il miglior ranking alla 141ª posizione.
Nel giugno 2021 disputa la prima semifinale ATP sull'erba dello Stuttgart Open, sconfigge tra gli altri il nº 22 del mondo Alex de Minaur e si ritira durante il match contro Marin Čilić. Nonostante sia l'unico risultato di rilievo in stagione, a ottobre sale al 131º posto mondiale. Il mese dopo conquista l'unico punto per l'Austria nella sfida contro la Germania battendo il top 60 Dominik Koepfer, nella sua prima vittoria in carriera in Coppa Davis.
Nel 2022 vince in singolare due incontri nei tornei ATP e conquista due titoli Challenger a Bienne e a Mauthausen. Consegue alcuni altri discreti risultati nei Challenger e a novembre sale alla 120ª posizione mondiale. Nel 2023 si conferma campione a Bienne e alla sua prima esperienza in un torneo Masters 1000 supera le qualificazioni ed esce al primo turno al Madrid Open, così come gli accadrà al Roland Garros. Torna ad avanzare nel ranking dopo la finale persa contro Andy Murray al prestigioso Challenger Surbiton Trophy e a settembre fa il suo ingresso nella top 100, alla 100ª posizione.
La vittoria nel febbraio 2024 contro Brandon Nakashima nella finale del Challenger di Coblenza gli vale l'87ª posizione mondiale. Nel prosieguo della stagione raccoglie in singolare soprattutto delusioni e scende in classifica. In estate torna a mettersi in luce in doppio vincendo i Challenger di Zugo e Manacor. A fine stagione perde la finale in singolare al Kobe Challenger e chiude il 2024 al 175º posto in singolare e al 261º in doppio.
Nella prima parte del 2025 perde tre semifinali in tornei Challenger e già a febbraio esce dalla top 200, mentre in doppio perde la finale al Challenger di Praga in coppia col connazionale David Pichler. Il primo trofeo stagionale arriva ad agosto con la vittoria in finale in rimonta su Timofej Skatov al Challenger 75 del Bonn Open.

## Statistiche
Aggiornate al 10 agosto 2025.

### Tornei minori

#### Singolare

##### Vittorie (8)
| Legenda tornei minori |
| Challenger (8)        |
| Futures (0)           |

| N. | Data             | Torneo                                | Superficie  | Avversario in finale | Punteggio        |
| 1. | 17 giugno 2018   | Almaty Challenger, Almaty             | Terra rossa | Peđa Krstin          | 7-5, 6-2         |
| 2. | 9 febbraio 2020  | Challenger of Dallas, Dallas          | Cemento (i) | Denis Kudla          | 7-5, 7-6(10)     |
| 3. | 23 febbraio 2020 | Morelos Open, Cuernavaca              | Cemento (o) | Juan Pablo Ficovich  | 4-6, 6-2, 6-3    |
| 4. | 27 marzo 2022    | Challenger Biel/Bienne, Biel/Bienne   | Cemento (i) | Kacper Żuk           | 7-6(3), 6-4      |
| 5. | 8 maggio 2022    | Danube Upper Austria Open, Mauthausen | Terra rossa | Jiří Lehečka         | 6-4, 6-4         |
| 6. | 26 marzo 2023    | Challenger Biel/Bienne, Biel/Bienne   | Cemento (i) | Liam Broady          | 6-3, 0-0 rit.    |
| 7. | 4 febbraio 2024  | Koblenz Open, Coblenza                | Cemento (i) | Brandon Nakashima    | 6(7)-7, 6-1, 6-2 |
| 8. | 10 agosto 2025   | Bonn Open, Bonn                       | Terra rossa | Timofej Skatov       | 3-6, 6-2, 6-4    |

##### Finali perse (4)
| Legenda tornei minori |
| Challenger (4)        |
| Futures (0)           |

| N. | Data             | Torneo                              | Superficie  | Avversario in finale | Punteggio     |
| 1. | 28 febbraio 2021 | Nur-Sultan Challenger I, Nur-Sultan | Cemento (i) | Mackenzie McDonald   | 1-6, 2-6      |
| 2. | 11 giugno 2023   | Surbiton Trophy, Surbiton           | Erba        | Andy Murray          | 3-6, 2-6      |
| 3. | 8 settembre 2024 | Cassis Open Provence, Cassis        | Cemento     | Richard Gasquet      | 6-3, 1-6, 2-6 |
| 4. | 17 novembre 2024 | Kobe Challenger, Kōbe               | Cemento (i) | Alexander Blockx     | 3-6, 1-6      |

#### Doppio

##### Vittorie (3)
| Legenda tornei minori |
| Challenger (3)        |
| Futures (0)           |

| N. | Data              | Torneo                       | Superficie  | Compagno              | Avversari in finale                       | Punteggio        |
| 1. | 12 maggio 2019    | Shymkent Challenger, Şımkent | Terra rossa | Emil Ruusuvuori       | Gonçalo Oliveira Andrėj Vasileŭski        | 6-4, 3-6, [10-8] |
| 2. | 27 luglio 2024    | Zug Open, Zugo               | Terra rossa | Volodymyr Uzhylovskyi | Seita Watanabe Takeru Yuzuki              | 7-6(5), 7-6(5)   |
| 3. | 1º settembre 2024 | Rafa Nadal Open, Manacor     | Cemento     | David Pichler         | Anirudh Chandrasekar David Vega Hernández | 1-6, 6-3, [10-7] |